# Milchhaut

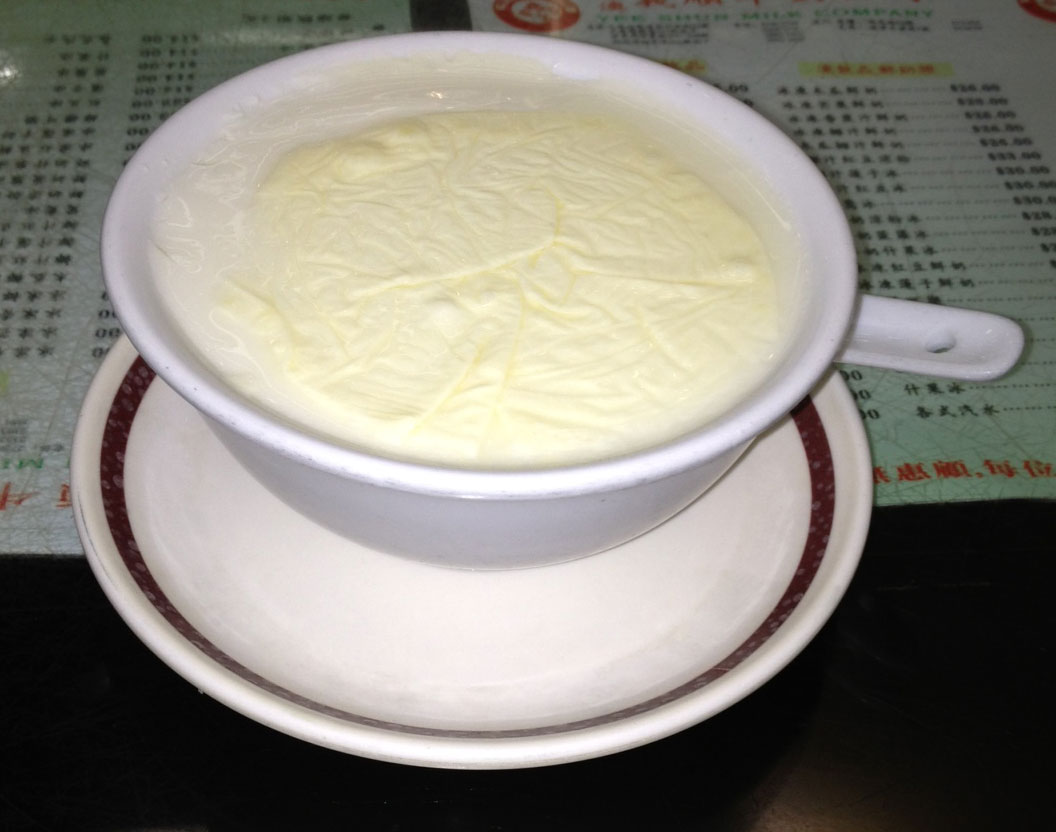
Milchhaut auf der Milch schwimmend

Milchhaut (regional auch Schmand bzw. Schmant, Flähme (altböhmisch), Flott, Pelle oder Flotte genannt) ist ein Film, der bei der Erhitzung von Milch entsteht. Die Hautbildung beim Kochprozess ist ein komplexer Vorgang: Sie hängt von verschiedenen Faktoren wie den Erhitzungs- und Abkühlbedingungen ab. Weitere wichtige Einflussgrößen sind Fettgehalt und Homogenisierungsgrad.
Durch das Verdampfen von Wasser bildet sich an der Oberfläche erhitzter Milch eine Milchhaut, welche aus ca. 70 % Fetten und rund  20–25 % Proteinen besteht.  Von den beteiligten Proteinen ist wahrscheinlich der Hauptanteil denaturiertes Laktoglobulin, aber auch das etwas weniger hitzeempfindliche Albumin dürfte in der Haut mit einem mengenmäßig kleineren Anteil vorhanden sein. Nach neueren Erkenntnissen spielt hingegen Kasein wohl eine untergeordnete Rolle. Es fehlen aber bisher umfangreiche Untersuchungen.
Wird Milch auf über 75 Grad Celsius erhitzt, entwirren sich die Molekülknäuel der Milchproteine Albumin und Globulin (Denaturieren) und verkleben (Aggregation) anschließend miteinander. Des Weiteren könnten sich auch Disulfidbrücken binden und so die Proteine kovalent verknüpfen. So bildet sich ein dünnes netzartiges Gebilde: die Milchhaut. Da die Haut leichter als Wasser ist, treibt sie immer an der Oberfläche. Eine vollfette, nicht homogenisierte Rohmilch bildet dabei beim Kochen eine vollmundigere und dickere Haut als homogenisierte Milch. Wenn sich unter der Milchhaut aufsteigender Wasserdampf staut und diese anhebt, dann kommt es zur typischen Reaktion des Überkochens der Milch.
Milchhaut wird von manchen Menschen als unappetitlich oder sogar ekelerregend empfunden. Vermeiden lässt sie sich durch vorsichtiges, nicht zu starkes Erhitzen und gleichzeitiges Aufschlagen oder Aufschäumen der Milch, z. B. mit einem Schneebesen, was die zu Grunde liegende Schichtbildung verhindert. Zudem verhindert das Rühren der Milch diesen Prozess, da dadurch Luft in die Milch gelangt, die von den gerinnenden Proteinen eingeschlossen wird. So bildet sich statt der Milchhaut Milchschaum.
In der Molekularküche wird Milchhaut auch als Zutat verwendet. Ferran Adrià bereitet daraus zum Beispiel Crêpes oder Ravioli zu.